# Мурасаки Сикибу
Мураса́ки Сикибу́ (яп. 紫式部, 978 год — между 1014 и 1016 годами или между 1025 и 1031 годами) — японская поэтесса и писательница периода Хэйан, автор романа «Повесть о Гэндзи», дневника и собрания стихотворений.

## Имя
Ни настоящее имя писательницы, ни точные даты её жизни неизвестны. До поступления на службу в качестве придворной дамы в 1006 году была известна под прозвищем То-сикибу (от То — японизированного китайского чтения первого знака в фамилии Фудзивара). Затем некоторое время по примеру императора Итидзё её именовали как Нихонги-но-мицубонэ (Фрейлина Анналы Японии). Впоследствии писательницу стали называть Мурасаки-сикибу по имени одной из главных героинь «Повести о Гэндзи» — Мурасаки — благодаря популярности сочинения. Н. И. Конрад и В. Н. Горегляд передавали имя писательницы вариантом «Мурасаки-сикибу» (у Конрада с ударением: Мураса́ки-сикибу́). И. А. Боронина полагала, что Мурасаки был литературным  псевдонимом и вслед за японскими биографами титул мужа «сикибу» считала частью имени: Мурасаки Сикибу, поскольку придворные ранги часто входили в состав собственных имён. Прозвание Мурасаки Сикибу фигурирует в известной легенде, зафиксированой в «Безымянных записках». Т. Л. Соколова-Делюсина использовала вариант написания имени Мурасаки Сикибу. С другой стороны, Н. И. Конрад указывал одно из значений слова «мурасаки» — воробейник аптечный и приводил уважительный вариант имени писательницы: Мурасаки-но-Сикибу. 
Личное имя писательницы (как и прочих женщин периода Хэйан) неизвестно; «Мурасаки Сикибу» — прозвище, составленное из имени одной из главных героинь романа «Гэндзи-моногатари», возлюбленной принца Гэндзи, и должности отца писательницы «сикибу-но дзё». Должность Сикибу-но дзё занимал не только отец, но и старший брат Мурасаки. Обычно в тексте работ литературоведов используется вариант «Мурасаки». Помимо того у японских биографов встречается вариант «Сикибу».

## Биография
Точная хронология жизни писательницы неизвестна. Основным источником для реконструкции биографии автора «Повести о Гэндзи» является «Дневник Мурасаки Сикибу». Помимо него сведения о важных событиях жизни писательницы имеются в «Собрании стихотворений Мурасаки Сикибу», «Дневнике Сарасина» и стихотворениях современников, но эти данные не содержат точной датировки. Одна из версий датировки рождения основывается на записи в «Повести о расцвете» и относится к 978 году. Такую точку зрения разделяют не все исследователи. В. Н. Горегляд приводит обтекаемую формулировку Фудзимуры Саку и Нисио Минору: «Мурасаки-сикибу родилась в конце 70-х годов X века». Версия Ока Кадзуо о 973 году рождения писательницы не поддерживается учёными.
Отец Мурасаки, Фудзивара Тамэтоки, принадлежал к «северной» (т. е. младшей) ветви рода Фудзивара, занимал ряд средних по важности должностей при дворе, назначался губернатором провинций, сочинял стихи на китайском языке. Мать Мурасаки — дочь Фудзивара Тамэнобу, управляющего Правыми монаршими конюшнями — умерла рано, когда будущая писательница была ещё ребёнком. Согласно некоторым данным, в семье Тамэтоки было пятеро детей — три сына и две дочери, однако достоверные сведения сохранились только о Мурасаки и её старшем брате Фудзивара Нобунори. По мнению многих биографов, автор «Повести о Гэндзи» росла и воспитывалась в атмосфере поэтического творчества и высокой учёности. Свою литературную одарённость восприняла от родственников как по материнской, так и по отцовской линиям. Один из них, Фудзивара Канэсукэ, входит в число тридцати шести бессмертных поэтов. И мать, и отец принадлежали к средней чиновничьей аристократии.
В 998 году Мурасаки вышла замуж за Фудзивару Нобутаку. В 999 году у них родилась дочь, Кэнси, в будущем — поэтесса, известная под именем Дайни-но Саммисю (где самми является частью звания супруга дзю-самми), её «стихотворения входят во многие поэтические собрания». В 1001 году Фудзивара Нобутака скончался, и Мурасаки оказалась в сложном материальном положении. В 1005 году она была вынуждена пойти на службу к императрице Сёси, дочери Фудзивары Митинаги. Одновременно с Мурасаки на службу во дворец поступили и другие известные поэтессы: Акадзомэ Эмон, Идзуми Сикибу.
Долгое время было принято считать, что писательница умерла между 1025 и 1031 годами, что основывалось на записях в «Повести о расцвете». Позднее получила распространение гипотеза о том, что Мурасаки-сикибу ушла из жизни  в конце 1015 или начале 1016 года. В последнее время преобладает предположение Ока Кадзуо, датирующего её смерть 2-й луной 1014 года. В любом случае «ни одно из сохранившихся стихотворений Мурасаки-сикибу нельзя датировать временем позднее 1016 года». Никаких сведений о Мурасаки Сикибу позднее 1014 года не встречается, в связи с чем многими исследователями этот год считается годом её смерти. Считается, что её могила находится с западной стороны от могилы поэта Оно-но-Такамура, у реки Хорикава, севернее современного Киото. В храмах Эндзёдзи, Исияма Хонган-дзи, Дайтокудзи стоят посвящённые Мурасаки Сикибу ступы для приношений.

## Литературное творчество
Большинство исследователей полагают, что знаменитый роман (моногатари) «Повесть о Гэндзи» Мурасаки Сикибу создавала в период 1001—1008 годов. Несмотря на трудность точной датировки создания «Гэндзи моногатари» и наличие нескольких её версий, по мнению большинства литературоведов, Мурасаки начала писать роман после смерти мужа, случившейся около 1001 года, продолжила сочинение своего труда после поступления на придворную службу и завершила его после 1008 года. Н. И. Конрад датировал роман «Гэндзи-моногатари» 1001 годом и расценил его как вершину хэйанской повествовательной литературы. Некоторые черты самой Мурасаки, когда она только что приступила к придворной службе, исследователи находят в образе наложницы Кирицубо. Для придания достоверности и узнаваемости писательница скользила по тонкой грани между реальностью и вымыслом, в частности используя «тему сходства—возвращения», закреплённую в парах художественных персонажей и реальных лиц (Югао—Тамакадзура, Кирицубо—Мурасаки, Оогими– Укифунэ). В романе о блистательном Гэндзи эта тема «постепенно разрастается, принимая все более общий характер». Мурасаки предприняла весьма смелый и небывалый в своё время поступок, когда женщина, имевшая в Японии XI века белее низкий статус относительно мужчины, с одной стороны заявила о превосходстве вымышленного литературного произведения жанра моногатари над сочинением историографии, с другой — прозы над стихами. В 1927 году Н. И. Конрад отметил, что вабун (т. е. японская литература на японском языке в отличие от так называемого камбу́н — японской литературы на китайском языке) в «Гэндзи» достигает зенита своего развития: «Японский язык «Гэндзи» может смело стать на один уровень с наиболее разработанными литературными языками мира». «Повесть о Гэндзи» принято считать центральным произведением японской классики, и такая его слава не померкла по сей день.
«Дневник Мурасаки Сикибу» в целом охватывает период с 1008 по 1010 год и относится к жанру никки — воспоминания о том, что волновало её, в основном организованные в хронологическом порядке. Но в «Дневнике» есть и пассажи, не поддающиеся временной атрибуции, — рассуждения о людях, окружающих Мурасаки, воспоминания детства.
«Дневник» Мурасаки представляет собой результат её пребывания при дворе государыни Сёси, где она сравнительно свободно распоряжалась собой и предавалась сочинительству. Начинается он описанием дворца Цумикадо — главного имения рода Фудзивара. Государыня Сёси прибыла сюда, чтобы подготовиться к своим первым родам.
В дневнике Мурасаки есть упоминание о переписях и приведении в порядок книг, к чему прикладывала руку и сама государыня. Около Десятого Дня Одиннадцатой Луны автор пишет: «Государыня была занята переплетением книг. С рассветом мы явились в её покои, подбирали нужную по цвету бумагу и отправляли вместе с самой рукописью с приложением просьбы к переписчику. С утра и до ночи мы приводили в порядок уже перебелённые рукописи». А в Восемнадцатый День Одиннадцатой Луны: «Следующий день государыня посвятила осмотру полученных накануне даров<…> В паре <…> ларцов были тетради белой узорчатой бумаги с переписанными в них стихотворными собраниями — „Кокинсю“, „Госэнсю“, „Сюисю“ — каждое собрание в пяти тетрадях. <…> Книги, переписанные Энканом и Юкинари, были поистине превосходны — так и тянуло взять их в руки. Я никогда не видела, чтоб книги изготавливались с таким тщанием и столь отвечали духу времени»
«Собрание стихотворений Мурасаки Сикибу» предположительно составлено в 1013—1014 годах, поскольку последние стихи поэтессы относятся к 1014 году.

## Сочинения
- Повесть о Гэндзи (Гэндзи-моногатари) / Отв. ред. Т. П. Григорьева; вступ. ст., сост., пер. с яп. стихотворных текстов Т. Л. Соколовой-Делюсиной. — М. : Наука, 1992. — ISBN 5-02-016877-7.
- «Собрание стихотворений Мурасаки Сикибу» (Мурасаки-сикибу касю)
- «Дневник Мурасаки Сикибу» (Мурасаки Сикибу никки)

## Память
В честь Мурасаки Сикибу назван кратер на Меркурии. В 1966 году Мурасаки Сикибу стала первой представительницей Японии в списке замечательных людей мира, составленным ЮНЕСКО.